# نبيلة مكرم
نبيلة مكرم عبد الشهيد واصف (13 أغسطس 1969) وزيرة الدولة للهجرة وشئون المصريين بالخارج سابقاً في جمهورية مصر العربية. عملت في سفارة مصر بعدة دول مثل البرازيل والولايات المتحدة ودبي وتميزت في السلك الدبلوماسي وتولّت منصب وزيرة الهجرة بعد أن أُعيدت الوزارة التي سبق أن ألغيت من عشرين عاما ونُقلت لقطاع في وزارة القوى العاملة، ولعبت دور حيوي في علاقة مصر والإمارات خاصة بعد أحداث 30 يونيو. تخرجت عام 1991 من كلية سياسة واقتصاد بتقدير جيد جداً ودرست في مدرسة سانت جان أنتيد في الاسكندرية.

## مسيرتها المهنية
- التحقت للعمل بوزارة الخارجية في نوفمبر عام 1993 .[3]
- وفي عام 1995 شغلت منصب سكرتير ثالث بمكتب مساعد وزير الخارجية للشئون الأوروبية.
- انتقلت إلى البرازيل عام 1997 للعمل كسكرتير ثالث بسفارة مصر بدولة البرازيل.
- عملت في الولايات المتحدة بولاية شيكاغو كسكرتير ثان بالقنصلية العامة عام 2004 .
- في 2007 سافرت إلى روما كسكرتير أول بسفارة مصر بدولة إيطاليا.
- مستشار بإدارة السلك الدبلوماسي والقنصلي عام 2011 .
- وعملت في دبي كنائب القنصل العام بإمارة دبي منذ عام 2013 .[4]

### بدايات ظهورها كشخصية بارزة
أولاً خطبتها السفيرة عن متانة العلاقات المصرية الإماراتية والذي كان من شأنه أن يحفز الدعم الإمارتي لمصر بشكل كبير وخاصة بعد 3 يوليو 2013، وخطبت خلال حفل تدشين المكتب السياحي المصري المُنتقل حديثا إلى الإمارات والذي أُقيم به احتفاليات كبيرة نظمتها القنصلية المصرية.
ثانيا الحفاوة والسعادة من الجانب الإماراتي بسبب ترتيب زيارة وفد من الكنائس المصرية بقيادة البابا تواضروس الثاني بابا الإسكندرية وبطريرك الكرازة المرقسية إلى دولة الإمارات حيث كان لها دور كبير في ترتيب هذا الحدث.

## الحياة الشخصية
نبيلة مكرم متزوجة من المهندس المدني هاني فهيم ولديها ثلاثة أبناء. اتُهم ابنها رامي هاني منير فهيم البالغ من العمر 26 عامًا، بقتل اثنين من زملائه في العمل في 19 أبريل 2022 في أنهايم، الولايات المتحدة، كان رامي يعمل في شركة بنس لإدارة الثروات التي تملكها ليلى بنس، سيدة أعمال من أصل مصري. في غضون ذلك، علقت مكرم على الوضع:
قيامي بواجباتي كوزيرة في الحكومة المصرية، لا يتعارض إطلاقا مع كوني أم مؤمنة تواجه بشجاعة محنة إبنها.
ومهما كانت العواقب، فإنني كوزيرة أتحمل مسؤوليتي كاملة تجاه منصبي ومقتضيات العمل به، وأفرق بشكل واضح بين ما هو شخصي وما هو عام.
كأم، أطلب منكم الدعاء لي ولأسرتي في هذه المحنة، وأدعو معكم لابني رامي وللضحايا اللذين لقوا ربهم.
أتوجه أيضا إلى وسائل الإعلام بتحري الدقة فيما تنشر، وتراعي الصدق والإنسانية في تعاملها مع تلك المحنة التي ألمت بأسرة مصرية تنتظر حكما لا يزال في علم الغيب وفي ضمير القاضي به.

## أداؤها الوزاري
تباينت الآراء حول أدائها الوزاري، حيث يرى البعض أنها وزيرة غير تقليدية ويشكر لها إنجازتها وتعاملها المباشر مع حالات المصريين المتضررين في الخارج مثل
1. زيارتها لاْسرة الشاب المصري المقيم في الكويت الذي انتشر فيديو يظهر الكفيل الكويتي لهذا الشاب يهينه ويضربه وطالبت الوزيرة بمسح هذا الفيديو المهين وتسلمت أوراق الشاب لتعيّن محام يدافع عنه[9]
2. تواصلها مع الطرف السعودي لمحاولة حل تعقيدات أوارق المصريين للإقامة في السعودية وزيارتها حيث أن بعضهم خالف شروط إقامة الحج العام الماضي فيما يعرف بأزمة (بصمة الحج)[10]
3. العمل على حل مشكلة الهجرة غير الشرعية وخاصة لمدينة روما في إيطاليا والتركيز على حل مشكلة عمالة الاْطفال هناك حيث قالت الوزيرة إن «إيطاليا تستغل نحو 2500 طفل مصري لإنعاش سوق المخدرات والدعارة»[11] وتكريما لجهودها فقد كرمها رئيس اتحاد المصريين بإيطاليا عيسى اسكندر حيث نالت درع الاتحاد على مجهودها لتحسين أوضاع معيشة المصريين حول العالم.[12]

### الجدل حول وزارة الهجرة
وزارة الهجرة وشؤون المصريين المصرية هي الوزارة المسئولة عن متابعة الهجرة وشؤون المصريين بالخارج في جمهورية مصر العربية. والتي كانت تعد أحد اختصاصات وزارة القوى العاملة والهجرة حتى تم فصلها في وزارة أحمد شفيق ثم عادت وانضمت إليها مرة أخرى في وزارة عصام شرف.
ويرفض البعض إعادة وزارة الهجرة مرة أخرى ويطالبون باستقالة الوزيرة نبيلة مكرم ففي اجتماع اتحاد جاليات مصر الذي أقيم في القاهرة لبحث طرق التغلب على معوقات استثمارات المصريين بالخارج في مصر وكيفية دعم الاْقتصاد المصري انتقد أعضاء الاجتماع البارزين مثل ممثل المصريين بأوروبا وممثل المصريين بالسعودية وممثل المصريين بألمانيا وممثل المصريين بفرنسا إعادة الوزارة موضحين أنهم لم يطالبوا برجوعها وأنها تعيق استثمارتهم داخل مصر وطالبوا بحل الوزارة أو استقدام وزراء آخرين 

### رد الوزيرة على أهمية وزارة الهجرة
أكدت الوزيرة خلال لقائها أبناء الجالية المصرية بمونتريا بأن قرار إعادة الوزارة خدمة المواطن المصري في الخارج ولتكون قناة وصل بين المصررين بالخارج وحكومتهم ورعاية شئونهم وأنهم مكملين لنشاط وزارة الخارجية وإعادة هيكل الوزارة من جديد وإن كدت أن أفكارها المتطورة وأنها تحتاج للمزيد وإن سبق أن تعاملت مع الهجرة غير الشرعية وأنها من أولويات عملها حل مشكلة الهجرة غير الشرعية وخاصة لمدينة روما في إيطاليا وخاصة عمالة الأطفال هناك حيث قالت الوزيرة إن إيطاليا تستغل نحو 2500 طفل مصري لإنعاش سوق المخدرات والدعارة وأن المهاجر سواء كان شرعي أو غير شرعي فهو مواطن مصري يجب أن تستمع له الدولة لما يعنيه من استغلال وإحباط ويأس وهذا الدور الذي تحاول أن توفره وزارة الخارجية 

## انتقادات وسائل الإعلام
انتقدتها وسائل الإعلام بشدة لحلفها اليمين الدستورى أمام الرئيس عيد الفتاح السيسي بملابس غير لائقة حيث ارتدت كم قصير. دافعت عن نفسها: «تم تحديد موعد حلف اليمين يوم السبت صباحا، وسمعت أن هناك من يعارض ويؤيد كوني وزيرة، وأنا قلت من قبل إني طالما أعمل في العمل العام فأني أقبل النقد، وفي الخارجية عملت ثلاث مرات في إدارة المراسم، وهي إدارة بروتوكولية بحتة، وخبرتي في المراسم قوية، وكوني أدخل بكم قصير في حلفي لليمين فلا يوجد شيء يقول إن هذا خطأ، وكان به لون أسود لأنه لون رسمي، وبه بعض التطعيمات كنوع من البهجة».
واستطردت: «أحسيت بالأسف أن هناك من يفكر بهذا الأسلوب، لأني أدخل وزارة جديدة ولدي أجندة، فعندما أجد من يعلق على كم ملابسي القصير فهذا أمرا يؤسفني، لأني كنت أعمل في الخليج وفي الإمارات، وأسفت أن يعلق أحد على الكم القصير أو الطويل، وبعد أداء اليمين كان يجب أن أتجه لمقر الوزارة في شارع أحمد عرابي، والمكان يحتاج تجهيزات كثيرة، لأن هذه وزارة وليست قطاع، وأتفاعل مع المصريين بالخارج، وفي فكري أن هذه الوزارة ميدانية، أي تواصل وتفاعل مع المصري بالخارج، ولذلك يجب أن يكون هناك فريق عمل على دراية بالهجرة، ويكون متطور في أفكاره، لأني أريد إستراتيجية جديدة».

## أهم القضايا التي تتولاها كوزيرة للهجرة
منذ أن تولت السفيرة نبيلة مكرم منصب الوزارة وهي في حملة زيارات خارجية مكثفة وهذا لعدة أهداف أولها زرع الثقة في المواطنين بالخارج بحكومتهم وبالوزارة الجديدة فبالفترة السابقة فقط قامت الدكتورة نبيلة مكرم بزيارة إلى الأردن والكويت والسعودية والبحرين والإمارات وأستراليا وإيطاليا والولايات المتحدة الأمريكية. فتهدف الوزيرة إلى زيادة نسب المشاركة السياسية للمصريين في الخارج عن طريق تشجيعهم للمشاركة الانتخابية وأيضاً لمتابعة الحالات المتضررة من المصررين في الخارج وتوليتهم العناية الأزمة وتوطيد العلاقات مع المتغربين ببلاد بعيدة
1. الترويج لشهادات بلادي : وهي عبارة عن وعاء ادخاري استثماري للمصريين في الخارج وشهادات دولارية بأسعار مناسبة.

وتباع شهادات بلادي من خلال 3 أوعية إدخارية وسعر العائد عليها ثابت ويبلغ 3.5% للشهادة مدة سنة و 4.5% مدة 3 سنوات و 5.5% للشهادة مدة 5 سنوات بفائدة نصف سنوى لكل الآجال، وهي محاولة أخرى لجعل المصريين في الخارج يشاركون في الاقتصاد المصري منذ ثورة 25 يناير، بعد طرح «شهادة المصري الدولارية» بأجل زمني 3 سنوات، وعائد 4% يصرف كل 6 أشهر، من خلال عدة بنوك عربية مثل بنك أبوظبي الوطني وبنك مصر في الإمارات العربية المتحدة، وبنك المؤسسة العربية المصرفية ABC Bank للمصريين المقيمين في تونس.... . وأكدت الوزيرة أنها ستعمل جاهدة على الترويج لشهادات بلادي وهذا ما فعلته بالضبط في رحلاتها السابقة ورحلتها إلى الدانمارك لحضور فعاليات ملتقى شباب الجيل الثاني والثالث من المصريين في أوروبا رغم أن حملة الترويج للشهادات لم يقرر لها ميزانية
1. تعمل أيضا الوزيرة لإنشاء قاعدة بيانات للمصريين في الخارج رغم وجود العديد من الصعاب لتحقيق ذلك على رأسهم عدم تعاون المواطنين وعدم ثقتهم بالغرض من جمع معلومات شخصية عنهم.
2. إعادة هيكلة الوزارة من جديد والعمل بميزانية محدودة حيث انتهت وزارة التخطيط من هيكلة الوزارة من فترة قصيرة فقط مما يصعب التعامل مع المشكلات السابقة عدم وجود هيكل راسخ وميزانية محددة يشكل أحد أكبر العوائق.
3. قانون الهجرة الجديد والذي سيضمن تأمين المهاجر وإنشاء عدة مؤسسات تابعة لوزارة الهجرة كأندية ومكاتب الهجرة والاتحادات.[17][18]